# Myrmecaelurus longiprocessus
Myrmecaelurus longiprocessus är en insektsart som beskrevs av Muhammad Iqbal och Yousuf 1997. Myrmecaelurus longiprocessus ingår i släktet Myrmecaelurus och familjen myrlejonsländor. Inga underarter finns listade i Catalogue of Life.